# Marathon van Wenen 2009

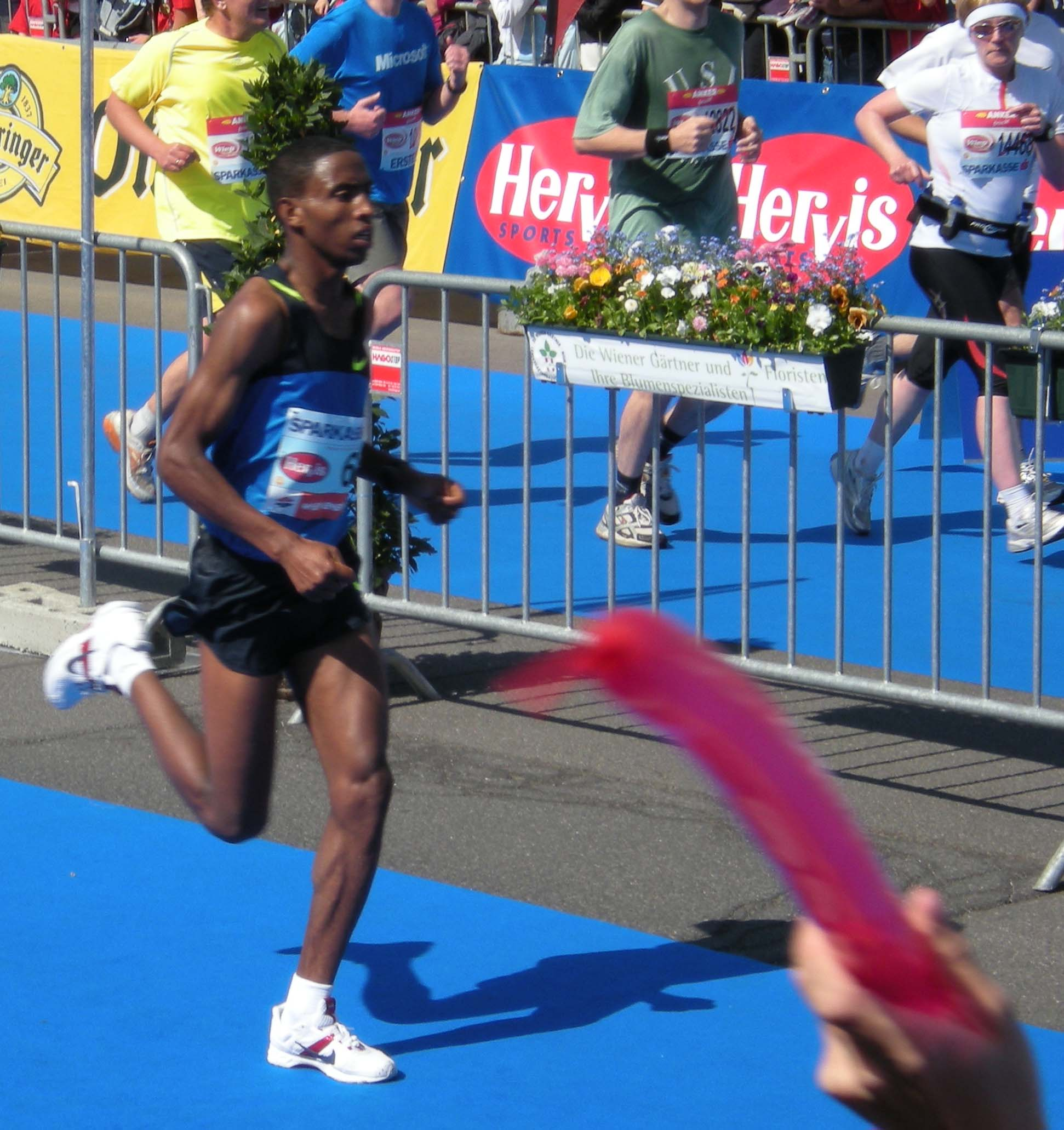
Getu Fekele finisht als zevende.

De marathon van Wenen 2009 vond plaats op zondag 19 april 2009 in Wenen. Het was de 26e editie van deze marathon.
Bij de mannen won de Keniaan Gilbert Kirwa in 2:08.21. Hij had op de finish 47 seconden voorsprong op de Ethiopiër Dereje Debele Tulu. Bij de vrouwen ging de overwinning naar de thuisloopster Andrea Mayr. Ze was hiermee pas de tweede Oostenrijkse die deze wedstrijd wist te winnen. Haar finishtijd van 2:30.43 was tevens goed voor een verbetering van het Oostenrijks record op de marathon.
In totaal namen 29.054 lopers uit 100 landen deel aan het evenement.

## Uitslagen

### Mannen
| rang   | naam                | land | tijd    |
| ------ | ------------------- | ---- | ------- |
| Goud   | Gilbert Kirwa       | KEN  | 2:08.21 |
| Zilver | Dereje Debele Tulu  | ETH  | 2:09.08 |
| Brons  | Joseph Maregu       | KEN  | 2:09.25 |
| 4      | Degefa Abebe Negewo | ETH  | 2:09.52 |
| 5      | Mohammed El-Hachimi | MAR  | 2:10.24 |
| 6      | Jafred Chirchir     | KEN  | 2:10.42 |
| 7      | Getu Feleke         | ETH  | 2:11.42 |
| 8      | Pedro Nimo Del-Oro  | ESP  | 2:12.10 |
| 9      | Gunther Weidlinger  | AUT  | 2:12.39 |
| 10     | Maswai Kiptanui     | KEN  | 2:13.25 |

### Vrouwen
| rang   | naam                  | land | tijd    |
| ------ | --------------------- | ---- | ------- |
| Goud   | Andrea Mayr           | AUT  | 2:30.43 |
| Zilver | Derbe-Godana Gebissa  | ETH  | 2:31.11 |
| Brons  | Hayato-Zeneiba Hasso  | ETH  | 2:34.01 |
| 4      | Tiruwork Mekonnen     | ETH  | 2:34.07 |
| 5      | Olga Kalenarova-Ochal | UKR  | 2:35.25 |
| 6      | Esther Muthuku        | KEN  | 2:39.22 |
| 7      | Lyudmila Stepanova    | RUS  | 2:40.43 |
| 8      | Mary Daview           | NZL  | 2:42.39 |
| 9      | Carina Lilge-Leutner  | AUT  | 2:51.11 |
| 10     | Barbara Molnar        | HUN  | 2:51.22 |

1984 ·
1985 ·
1986 ·
1987 ·
1988 ·
1989 ·
1990 ·
1991 ·
1992 ·
1993 ·
1994 ·
1995 ·
1996 ·
1997 ·
1998 ·
1999 ·
2000 ·
2001 ·
2002 ·
2003 ·
2004 ·
2005 ·
2006 ·
2007 ·
2008 ·
2009 ·
2010 ·
2011 · 
2012 ·
2013 ·
2014 ·
2015 ·
2016 ·
2017 ·
2018 ·
2019 ·
2020 ·
2021 ·
2022 ·
2023 ·
2024